# Виюк-Коялович, Альберт

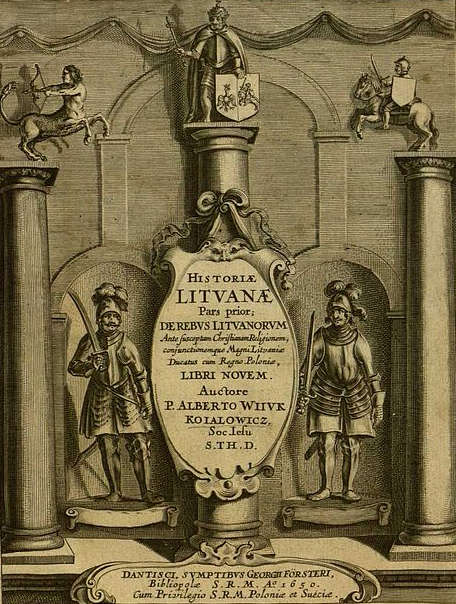
Титульный лист «Historiae Lithuanae...» (Данциг, 1650)

А́льберт (Во́йцех) Вию́к-Кояло́вич (пол. Wojciech Wijuk Kojałowicz, лит. Albertas Kojelavičius-Vijūkas, 1609, Ковно — 6 октября 1677, Варшава) — литовский писатель, историк, иезуит. Был профессором и ректором Виленской академии, затем препозитом орденского дома профессов в Вильне (ныне — Вильнюс).

## Сочинения
Кроме большого числа полемических сочинений, направленных против кальвинистов и вообще не католиков, а также разных богословских трактатов, и биографий иезуитов, Коялович оставил ряд сочинений по истории Литвы и западной Руси.
Главные из них: 
- «Historiae Lithuanae pars prior, de rebus Lithuanorum ante susceptam Christianam religionem conjunctionemque… cum regno Poloniae» (Данциг, 1650);
- «Hisloriae Lithuanae pars altera a conjunctione cum Regno Poloniae ad unionem corum Dominiorum libri octo» (Антверпен, 1669);
- «Miscellanea rerum ad statum ecclesiasticum in Magno Lithuaniae Ducatu pertinentium» (Вильно, 1650);
- «Rerum in M. D. Lithuaniae per tempus rebellionis Russicae gestarum commentarius etc.» (Ельбинг, 1655),
- «Fasti Radiviliani etc.» (Вильно, 1653),
- «Herbarz rycerstwa Wielkiego Księstwa Litewskiego» tj.Compendium 1650 oraz Nomenclator 1656.